# Río Zaza
El río Zaza es un curso fluvial cubano que recorre 145 km en la región central de la isla. Nace en un barrio de Placetas, al este de la provincia de Villa Clara y fluye hacia el sureste, desembocando en Tunas de Zaza (Sancti Spíritus). Su caudal forma parte del embalse Zaza.
Por su longitud de 145 kilómetros, es el segundo río más largo de Cuba, después del río Cauto. Nace en el barrio de Guaracabulla, Placetas, y fluye al sur, desembocando en Tunas de Zaza, donde sus arrastres han originado un gran delta al paso de los años. La cuenca de estas aguas fluviales abarca 2413 km², solo es superada en tamaño por la del ya mencionado río Cauto.
El embalse Zaza se construyó en la década de 1970. 